# Rachel La Chenardière
Rachel La Chenardière, född 2 mars 1987, är en svensk skådespelare.
Hon har bland annat har spelat karaktären Sara i TV-serien Andra Avenyn på Sveriges Television. Hon är utbildad på Calle Flygare Teaterskola.

## Filmografi
- 2000 – Före stormen
- 2007 – Svart själ
- 2008 – Andra Avenyn (TV-serie)